# Praça da Harmonia (Rio de Janeiro)
A Praça da Harmonia, oficialmente Praça Coronel Assunção, é uma praça situada no bairro da Gamboa, na Zona Central da cidade do Rio de Janeiro. Localiza-se no quarteirão formado pelas ruas Antônio Lage e Sacadura Cabral. Ao lado da praça, situa-se a Parada Harmonia, que atende à Linha 1 do VLT Carioca.
A praça, cercada por prédios antigos, possui um coreto em seu centro, que dá uma sensação de cidade pequena ao local. O logradouro também conta com bancos, mesas para jogos, árvores e jardins. Periodicamente, diversos grupos culturais realizam apresentações na praça, a exemplo da Orquestra de Pernas de Pau, do Cordão do Prata Preta e do Bloco Tremendo nos Nervos.
O logradouro recebeu o nome oficial Praça Coronel Assunção em homenagem a Joaquim Antonio Fernandes Assunção, mais conhecido como Coronel Assunção, que desempenhou o ofício de ao longo de sua vida. Coronel Assunção, um policial militar nascido em 1823, lutou na Guerra do Paraguai, tendo sido posteriormente nomeado comandante Geral do Corpo Militar da Polícia da Corte.

## História

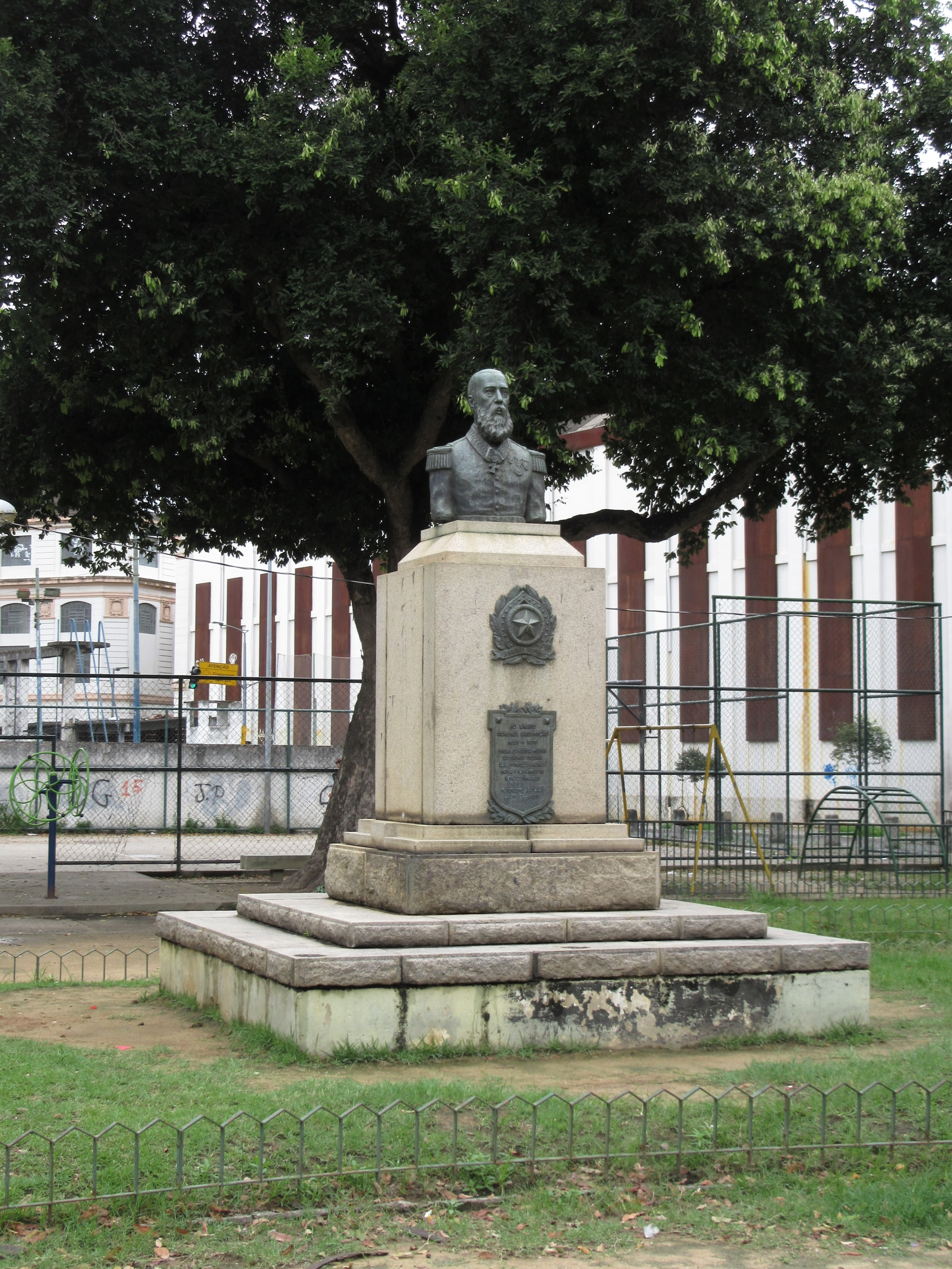
Busto do Coronel Assunção em 2018.

No local onde hoje fica a praça, situava-se o Mercado da Harmonia, criado para atrair parte da excessiva demanda do Mercado Municipal da Praça XV. O mercado, devido à sua baixa movimentação, foi se transformando progressivamente em um grande cortiço. Em 1897, o local foi desapropriado e transformado em trapiche e entreposto. No entanto, a região continuou invadida por pessoas, tendo protagonizado uma epidemia de peste bubônica em 1900. O prédio que havia no local foi arruinado devido a um incêndio.
Durante a Revolta da Vacina, os restos do velho mercado foram utilizados como trincheira de vanguarda. Muito material foi retirado do local, principalmente pedras de cantaria, para a formação de barricadas em ruas próximas. Após o fim da revolta, com o objetivo de eliminar qualquer lembrança dos acontecimentos na cidade, o prefeito Pereira Passos reurbanizou totalmente a área, ordenando a construção da Praça da Harmonia no local do antigo mercado.
Em maio de 1959, foi inaugurado um busto em homenagem ao Coronel Assunção, situado hoje no interior da Praça da Harmonia, cuja peça foi feita em bronze e cujo pedestal é de granito. O monumento, de autoria do escultor Ruffo Fanucchi, possuía, até 2007, um canhão de cada lado do pedestal e um cão em posição de guarda na frente do busto. O cão imortalizado na obra pertenceu ao Coronel e era conhecido como Brutus.
Após diversas transformações, a praça passou por uma revitalização significativa em 2023, como parte do projeto Revitaliza Rio. A iniciativa foi uma parceria público-privada, envolvendo a Prefeitura do Rio de Janeiro, por meio das secretarias de Cultura e Meio Ambiente, a CDURP, INEPAC, a Fundação Parques e Jardins e diversas empresas patrocinadoras. As melhorias realizadas incluíram a reforma do coreto, a renovação da quadra poliesportiva e a instalação de novos brinquedos no parque infantil, além da atualização da iluminação para refletores de LED.
A Praça da Harmonia tem sido palco de diversos eventos culturais que revitalizam a região. Em dezembro de 2024, por exemplo, a Grande Companhia Brasileira de Mystérios e Novidades apresentou o espetáculo "Auto do Belo Amor", seguido de uma roda de choro com a renomada musicista Luciana Rabello. Essas iniciativas reforçam o papel da praça como um centro cultural ativo na cidade.

## Pontos de interesse
Os seguintes pontos de interesse situam-se nas redondezas da Praça da Harmonia:
- 5º Batalhão de Polícia Militar (5º BPM) da Polícia Militar do Estado do Rio de Janeiro
- Centro Psiquiátrico Rio de Janeiro (CPRJ)
- Complexo de prédios onde funcionou por quase 130 anos o Moinho Fluminense
- Parada Harmonia do VLT Carioca
- Morro da Saúde
- Local de fundação do Club de Regatas Vasco da Gama, em 21 de agosto de 1898.